# Мобилизационная набережная
Мобилизацио́нная на́бережная — набережная реки Тверцы в Торжке. Проходит на север по правому берегу от пешеходного моста у площади 9 Января. Примыкают 3-й переулок Кирова, Пионерский переулок. Сохраняет историческую застройку XVIII—XIX вв.

## История
До Октябрьской революции части набережной носили разные названия: Мироносицкая набережная, Ивановская набережная, Троицкая набережная. Эти названия, данные по трём соответствующим церквям, совпадали с названиями параллельных улиц, которые позднее составили современную улицу Кирова. Конец современной набережной, за Больничным ручьём, назывался Набережной Пристанью по располагавшейся там городской пристани (также эта местность называлась Складочной пристанью и Масляным болотом). В 1930-е гг. бывшие лабазы, находившиеся на пристани, утратившей к этому времени своё значение, были переданы под мастерские и машиноиспытательную станцию Всероссийского НИИ льна.
В марте 1919 года объединённая набережная была названа Учительской в память о том, что в доме Чернышёва (№ 6) снимали квартиры народные учителя уезда. Новое название — Мобилизационная — было дано по расположению на набережной, в усадьбе Овчинниковых, военного комиссариата Торжка и Торжокского района.

## Примечательные здания и сооружения
- № 1 — жилой дом, кон. XVIII в., объект культурного наследия федерального значения.
- № 2 — жилой дом, 1-я пол. XIX в., объект культурного наследия федерального значения.
- № 3 — жилой дом, кон. XVIII в., XIX в., объект культурного наследия федерального значения.
- № 4 — усадьба Каттербаха (жилой дом, ворота), 2-я пол. XIX в., объект культурного наследия федерального значения.
- № 6 — жилой дом (Чернышёва[2]), кон. XVIII—XIX вв., объект культурного наследия федерального значения.
- № 8 — дом Галузина, кон. XVIII — нач. XIX вв., объект культурного наследия федерального значения.
- № 10 — жилой дом, 1-я пол. XIX в., выявленный объект культурного наследия.
- № 11 — жилой дом, сер. XIX в., объект культурного наследия регионального значения.
- № 12 — дом Будакова, 1-я пол. XIX в., объект культурного наследия регионального значения.
- № 15 — жилой дом, 1-я пол. XIX в., объект культурного наследия регионального значения.
- № 19 — жилой дом, 1-я пол. XIX в., выявленный объект культурного наследия.
- № 19а — лабаз, 1-я пол. XIX в., объект культурного наследия федерального значения.
- № 20б, 21, 21а — усадьба Вавулиных (Овчинниковых[2]), кон. XVIII в., 1870 год, архитектор С. И. Гребенщиков, объект культурного наследия федерального значения.
- № 22 — дом священника, сер. XIX в., объект культурного наследия регионального значения.